# 論外
| ウィキペディアには「論外」という見出しの百科事典記事はありません（タイトルに「論外」を含むページの一覧/「論外」で始まるページの一覧）。 代わりにウィクショナリーのページ「論外」が役に立つかもしれません。 |